# Wabasso hilairoides
Wabasso hilairoides är en spindelart som beskrevs av Kirill Yeskov 1988. Wabasso hilairoides ingår i släktet Wabasso och familjen täckvävarspindlar. Inga underarter finns listade i Catalogue of Life.